# Аррупе, Педро
Пе́дро Арру́пе (исп. Pedro Arrupe, полное имя Педро де Аррупе и Гондра, исп. Pedro de Arrupe y Gondra; 14 ноября 1907 — 5 февраля 1991) — генерал Общества Иисуса (иезуиты), двадцать восьмой по счёту глава ордена и десятый после его восстановления в 1814 году.

## Биография
Аррупе был баском по национальности, родился в городе Бильбао. Обучался в школе в родном городе, затем на медицинском факультете Мадридского университета. В 1927 году вступил в Общество Иисуса. В 1932 году правительство республиканцев изгнало иезуитов из страны, Аррупе продолжил образование в Бельгии и Голландии. В 1936 году рукоположен в священники. После рукоположения был направлен в США, где получил докторскую степень по медицинской этике.
В 1939 году был послан орденом для ведения миссионерской работы в Японии. После начала Второй мировой войны и вступления в неё Японии, Аррупе был брошен в тюрьму по обвинению в шпионаже, однако через некоторое время отпущен. В 1942 году он стал наставником новициев.
Аррупе вместе с ещё 7 иезуитами проживал в пригороде Хиросимы. Когда 6 августа 1945 года город подвергся атомной бомбардировке, все они были в орденской резиденции и все выжили. После взрыва Педро Аррупе превратил здание иезуитского новициата во временный госпиталь, где, используя свои навыки медика, оказал помощь более двум сотням пострадавших. По его воспоминаниям:
Часовня, наполовину разрушенная, была переполнена ранеными, которые тесно лежали на полу рядом друг с другом, страшно страдая, скрюченные от боли
Взрыв атомной бомбы и события после него Аррупе называл «навеки запечатленный в моей памяти опыт чего-то, что не принадлежит истории». В 1952 году издал книгу «Я пережил атомную бомбу», перевёл труды Игнатия Лойолы на японский язык. В 1958 году был назначен главой иезуитской провинции в Японии.
После смерти генерала ордена Жана Батиста Янссенса, 31-я Генеральная Конгрегация ордена, состоявшаяся в 1965 году избрала новым главой иезуитов Педро Аррупе. Аррупе стал вторым в истории баском, возглавившим орден, после его основателя Игнатия Лойолы.
На посту генерала Аррупе придерживался взглядов о необходимости реформирования ордена в соответствии с требованиями времени и решениями Второго Ватиканского собора. В этот период иезуиты усилили свою работу в Латинской Америке в социальной сфере и в области помощи обездоленным. Сильный кризис в ордене вызвали споры, связанные с теологией освобождения — теорией христианского социализма, которая широко распространилась в 70-е годы в Латинской Америке и которую поддерживало большое количество иезуитов. Сам Аррупе относился к теологии освобождения по меньшей мере с симпатией. В конце концов теология освобождения была отвергнута Католической церковью, а её упорные сторонники подвергнуты прещениям.
7 августа 1981 года после утомительной поездки на Дальний Восток о. Аррупе пережил тяжёлый инсульт. У него отнялась половина туловища и он потерял способность говорить. После этого он подал в отставку, став первым в истории генералом ордена, который не исполнял эту должность до смерти. Папа Иоанн Павел II назначил священника Паоло Децца временно исполняющим обязанности главы иезуитов, что вызвало в ордене множество протестов, как недопустимое вмешательство во внутренние дела Общества. В 1983 году была созвана Генеральная Конгрегация Общества Иисуса, на которой была принята отставка Педро Аррупе, а новым главой ордена избран Петер Ханс Кольвенбах. Сам Аррупе присутствовал на Конгрегации в инвалидном кресле, её участникам зачитали обращение, которое он написал.
Остаток жизни он провёл в римской больнице ордена. Скончался 5 февраля 1991 года. Похоронен в боковой капелле церкви Иль-Джезу.